# George O’Brien (Radsportler)
George O’Brien (* 3. Januar 1935 in Liverpool) ist ein ehemaliger britischer Radrennfahrer.

## Sportliche Laufbahn
O’Brien war Straßenradsportler. 1955 siegte er in der Tour of the Lakes Two Day. 1959 wurde er 14. in der Tour of Britain. Beim Sieg von Albert Hitchen bei London–Holyhead 1961 wurde er Dritter.
1959 wurde er Unabhängiger und blieb bis 1961 aktiv.
1961 bestritt er mit der britischen Nationalmannschaft die Tour de France und schied auf der 3. Etappe aus.